# Moschea di Rüstem Pascià

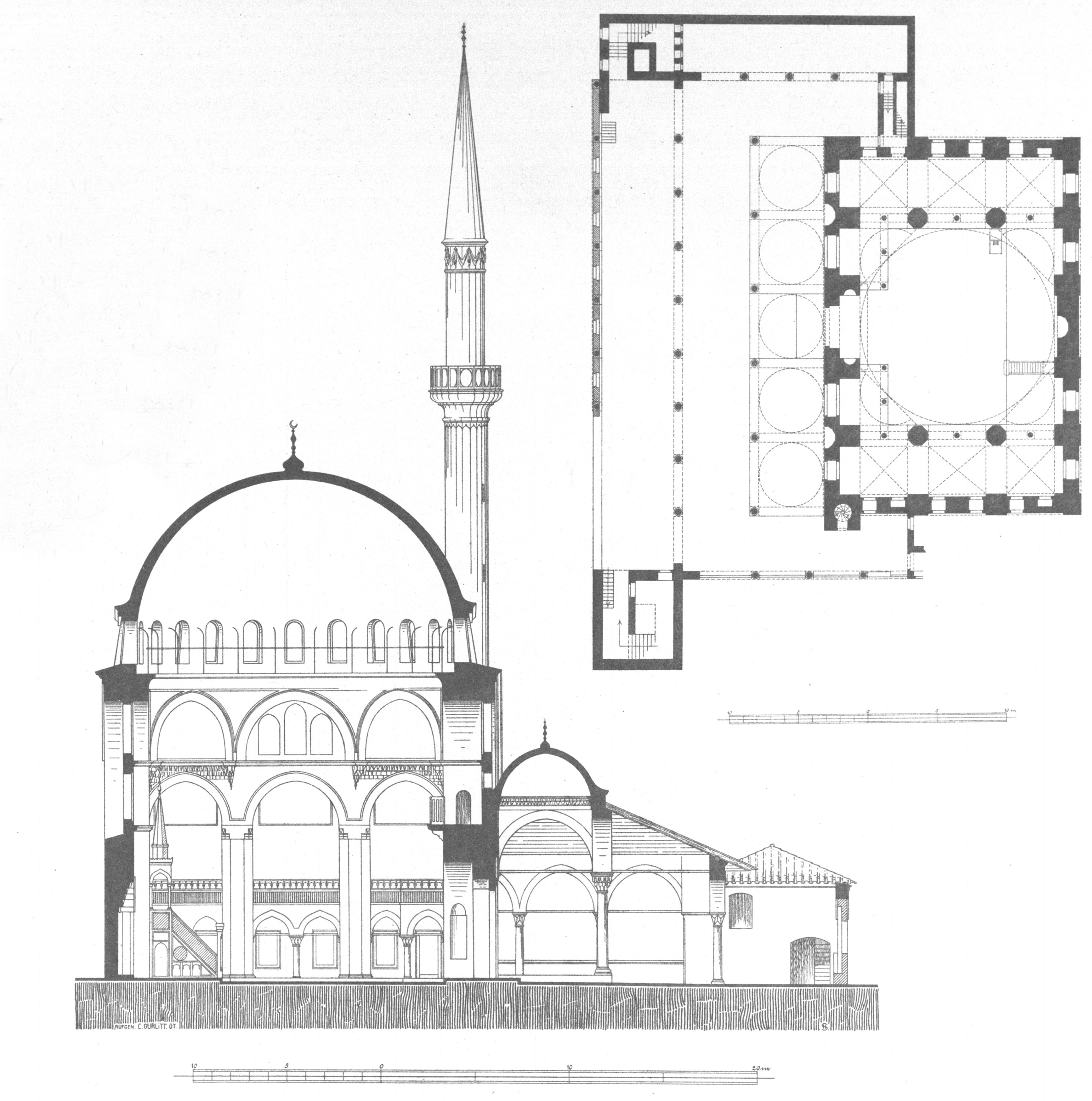
Pianta e sezione della moschea, disegno di Cornelius Gurlitt del 1912

La moschea di Rüstem Pascià (in turco Rüstem Paşa Camii) è una moschea ottomana di Istanbul, Turchia. Si trova nell'affollato quartiere commerciale di Tahtakale, nel distretto di Eminönü, nella penisola storica di Istanbul. Nelle sue vicinanze vi sono il Bazar Egiziano (Mısır Çarşısı) e il Ponte di Galata.

## Storia
La moschea fu progettata dal famoso architetto imperiale ottomano Mimar Sinan (1489/1588), e dedicata al gran visir del sultano Solimano I (in turco Süleyman, regno 1520/1566) Rüstem Pascià (morto nel 1561), di origine bosniaca e marito di Mihrimah, una delle figlie del sultano. La moschea fu iniziata nel 1561 e terminata nel 1563, e nei secoli successivi venne più volte restaurata a causa dei terremoti.

## Architettura
La moschea è uno splendido esempio di architettura ottomana del periodo classico (secoli 
XV/XVI/XVII) per importanza secondaria alle grandi moschee imperiali cittadine (come la moschea di Solimano, la moschea imperiale del sultano Solimano I). Viene annoverata tra le moschee per i visir, meno imponente e grande di quelle imperiali, ma non per questo priva di valore, spesso è accostata a un'altra moschea di Sinan (costruita una decina d'anni dopo), la moschea di Sokollu Mehmed Pascià, con cui le analogie sono molte.
La moschea è stata costruita su un'alta terrazza sopra un complesso di negozi voltati e han (magazzini di deposito e vendita della merce), così è separata dal trambusto e caos della zona commerciale. Due scale, strette e serpentine, a ovest e ad est conducono alla terrazza, che ha una forma a C. A differenza delle altre moschee di Sinan, questa è priva del cortile esterno, probabilmente per via della mancanza di spazio nell'area. La fontana per le abluzioni rituali (in turco şadırvan) si trova al piano terra, presso la scala a est.
La peculiarità di questa moschea sono le splendide maioliche di Iznik, del XVI secolo (epoca d'oro per la loro produzione), presenti in gran numero sia esternamente che internamente. Esse presentano una grande varietà disegni floreali (soprattutto il motivo del tulipano, in gran numero e molto vario) e geometrici, mostrando particolarmente una tonalità molto forte di rosso (tipica della scuola di İznik in quel secolo). 

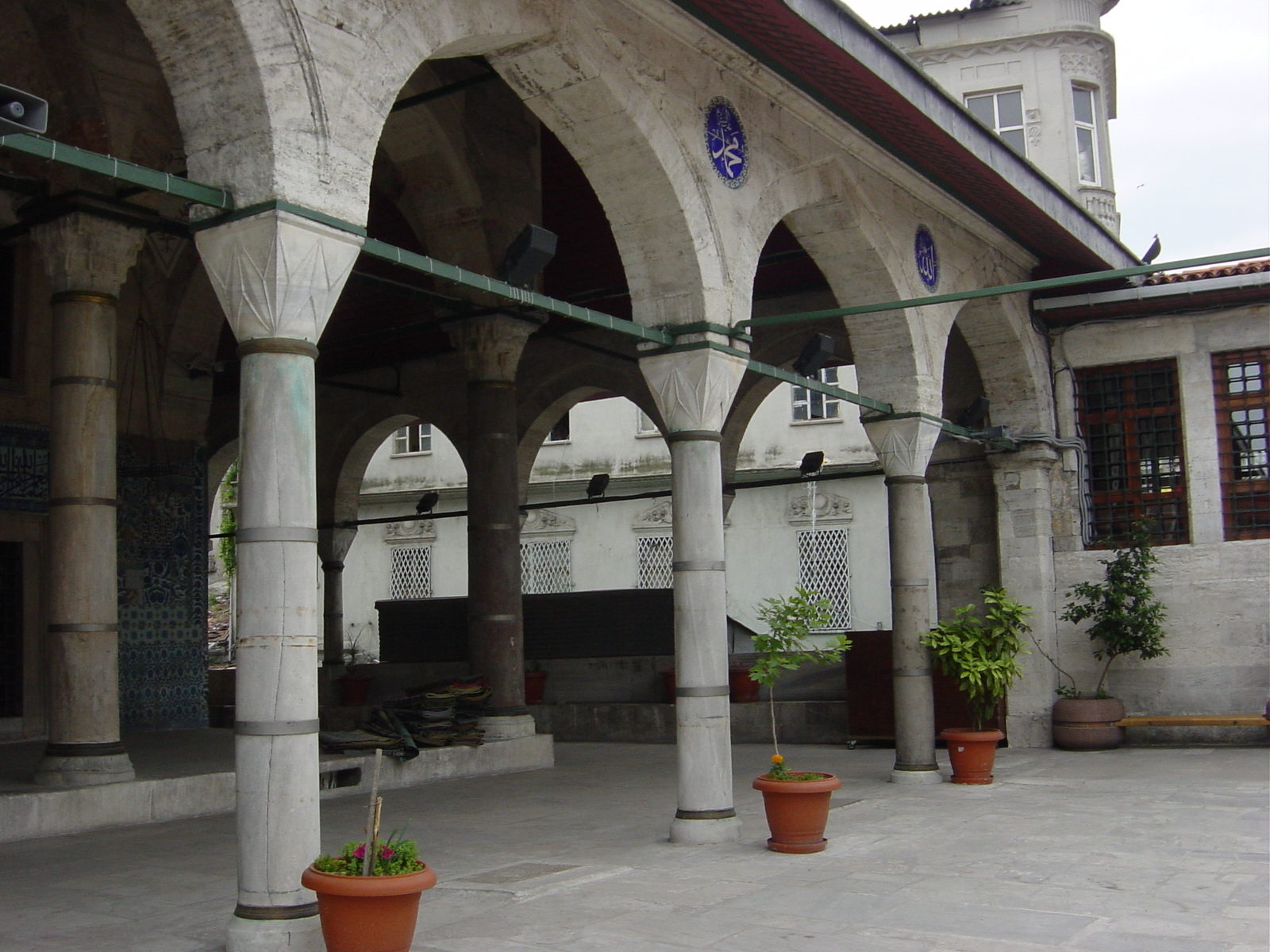
Porticato esterno

### Esterno
La moschea presenta un doppio porticato colonnato, con cinque campate cupolate. Gli archi del porticato esterno presentano nello spandrel (lo spazio che li separa l'uno dall'altro) dei dischi di maiolica (o faïence), con iscrizioni in arabo e poggiano su capitelli baklava. Gli archi dei capitelli del porticato interno invece poggiano su capitelli a stalattiti, tipici dell'architettura Ottomana dell'epoca. Il muro della facciata della moschea è interamente ricoperto di maioliche, fino all'altezza degli archi, alcune delle quali, in seguito ai terremoti, sono state rimpiazzate con altre del XVII secolo, di qualità inferiore. Ai lati della porta principale ci sono due finestre rettangolari, molto larghe, che partono dal terreno e raggiungono gli archi, precedute da un'inferriata.

### Interno

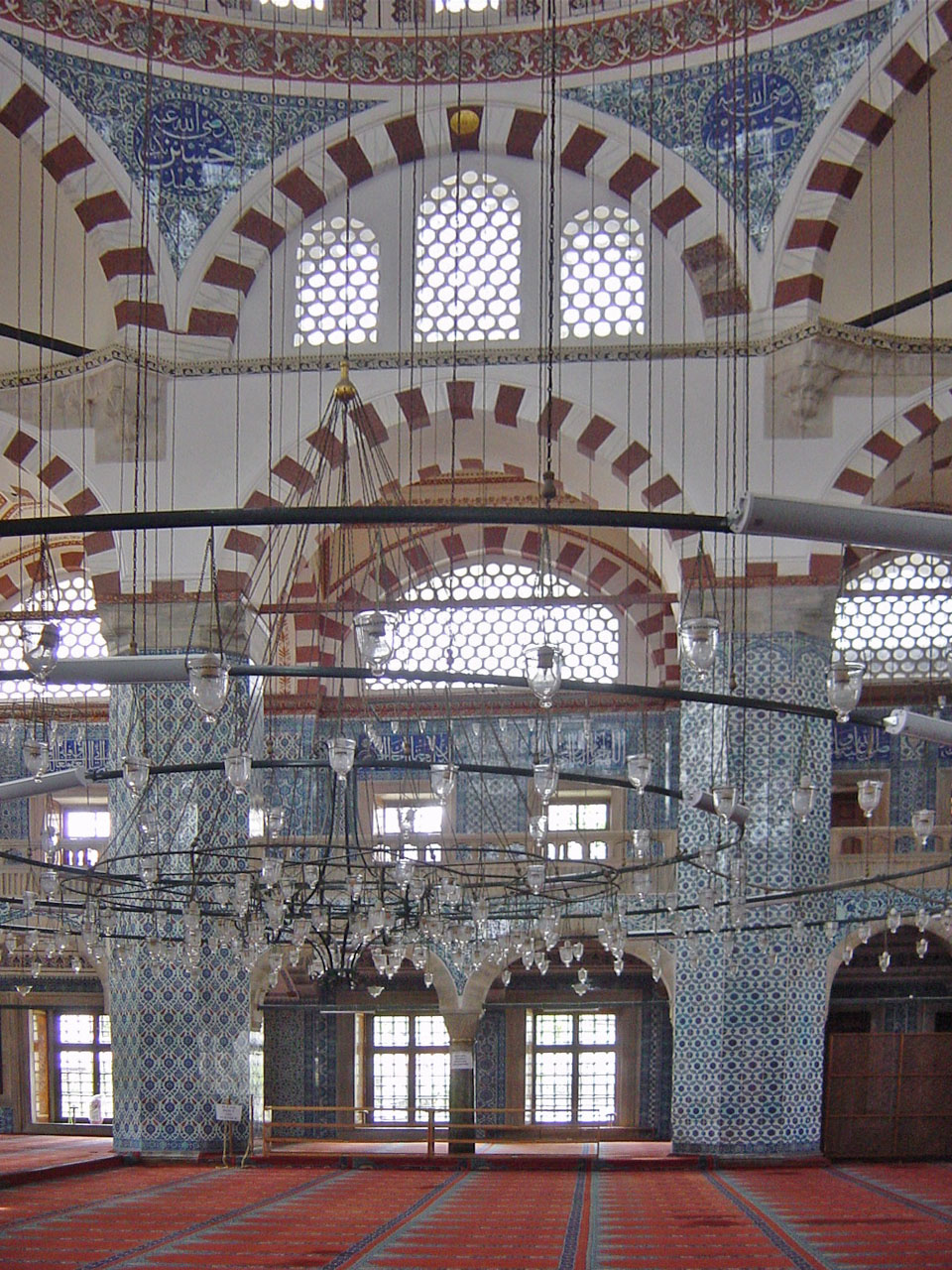
Interno della moschea

La pianta della moschea è rettangolare con due navate gallerie laterali e un grande ambiente cupolato centrale. La sala centrale della moschea presenta una pianta ottagonale, sul modello della istanbuliota Chiesa dei Santi Sergio e Bacco (ora Küçük Aya Sofya Camii). La cupola centrale è sorretta da quattro semi cupole non sugli assi ma sulle diagonali dell'edificio. Queste a loro volta sono sorrette da quattro massicci pilastri ottagonali e da coppie di contrafforti incassati sui muri nord e sud. L'ottagono non è marcato visualmente perché i supporti degli archi sono distanziati e gli stessi archi, con le loro piccole esedre, riflettono il movimento circolare della cupola. Le gallerie a est e a ovest della sala principale sono ampie e coperte ciascuna da tre piccole cupole. Entrambe sono sostenute da tre volte e tre paia di archi sotto le loro balaustre. La galleria est si raggiunge tramite un'ampia scala dalla terrazza esterna, mentre quella ovest tramite la scala del minareto. L'unico minareto, alto e sottile, dovette essere ricostruito a causa delle sue deboli fondazioni, che poggiano sopra in negozi sottostanti. Le pareti, i pilastri, il miḥrāb sono in gran parte ricoperti da maioliche. Quelle della parete della Qibla (la direzione alla Mecca) sono le più ricche, mostrando le tonalità di rosso più profonde, mentre quelle a destra e sinistra della porta principale sono eccezionalmente eleganti, prevalendo il tema floreale, molto variato al suo interno. Sulle pareti non coperte dalle maioliche sono presenti pitture, in prevalenza di tematica floreale, risalenti al diciannovesimo secolo. La nicchia del miḥrāb presenta quattro pannelli in correlazione, che sembrano derivare da modelli persiani; sopra essi un meraviglioso pannello di maioliche calligrafiche, in cui la parole sono poste su uno sfondo bianco.